# 吹きガラス

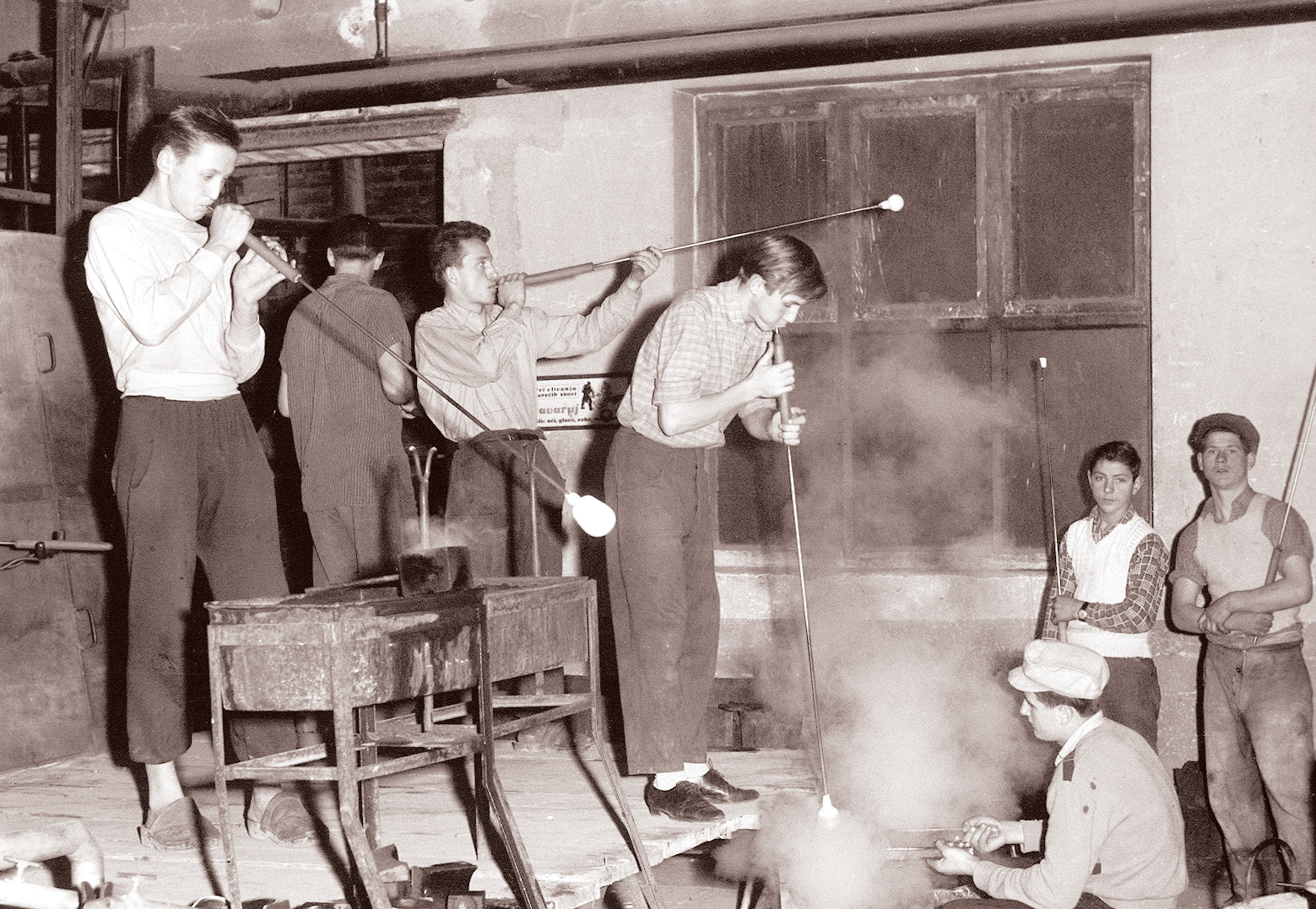
吹きガラス

吹きガラス（ふきガラス）とは、ガラス工芸におけるガラスの成形技法のひとつ。熔解炉などで高温溶融されたガラスを、吹き竿と呼ばれる金属管の端に巻き取って、竿の反対側から息を吹き込んで成形する。紀元前1世紀半ばに東地中海沿岸のフェニキア人によって発明された技法であり、製法は古代ローマの時代からほとんど変わっていない。

## 種類
吹きガラスの技法として以下のようなものがある。
宙吹き
ベンチと呼ばれる作業台を使用したりして、中空で吹き上げていく技法のこと。
型吹き
型に吹き込んで成形する技法のこと。主に金型、木型、石膏型等が使われる。

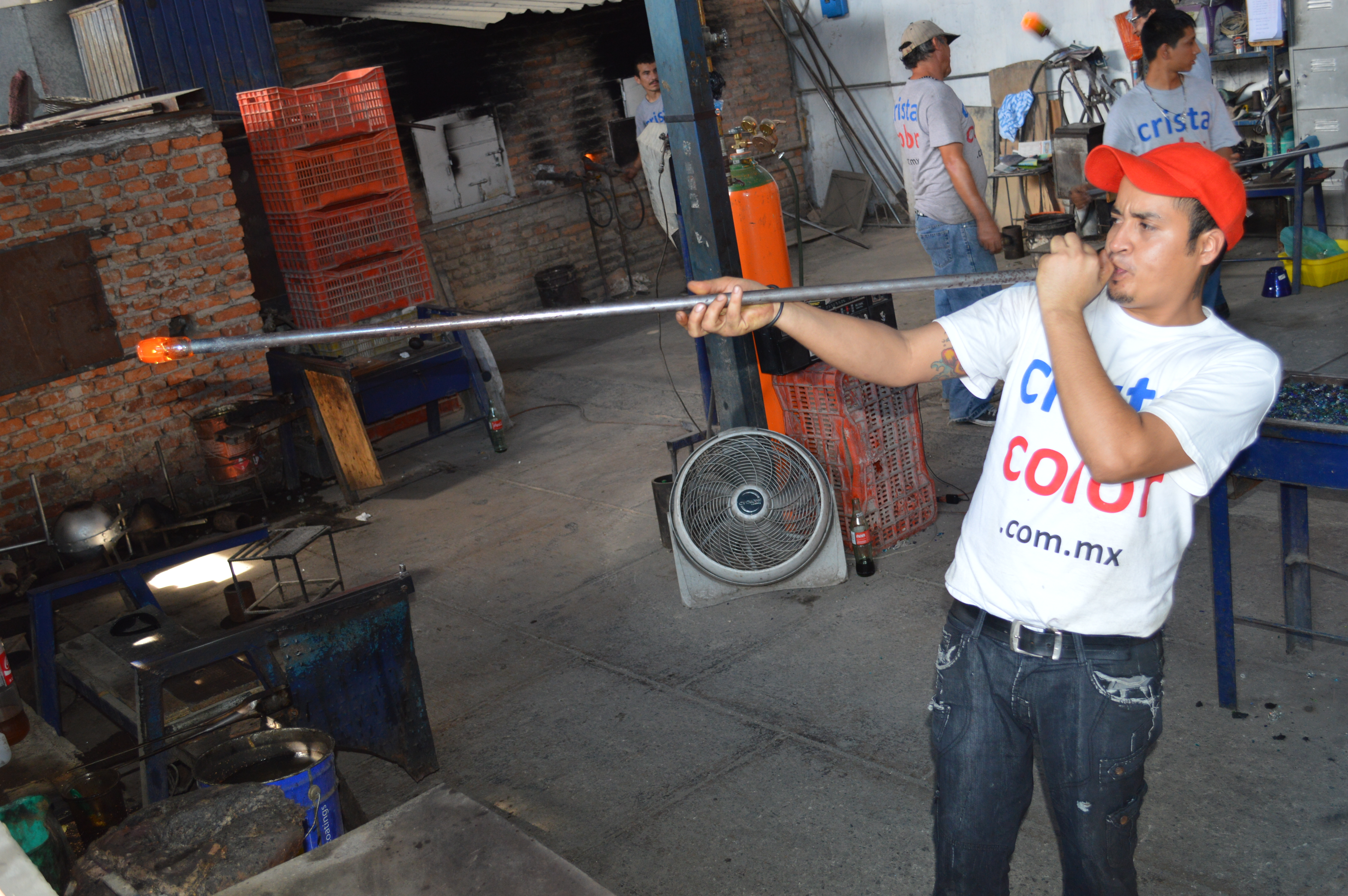
竿を持ち上げて宙吹き
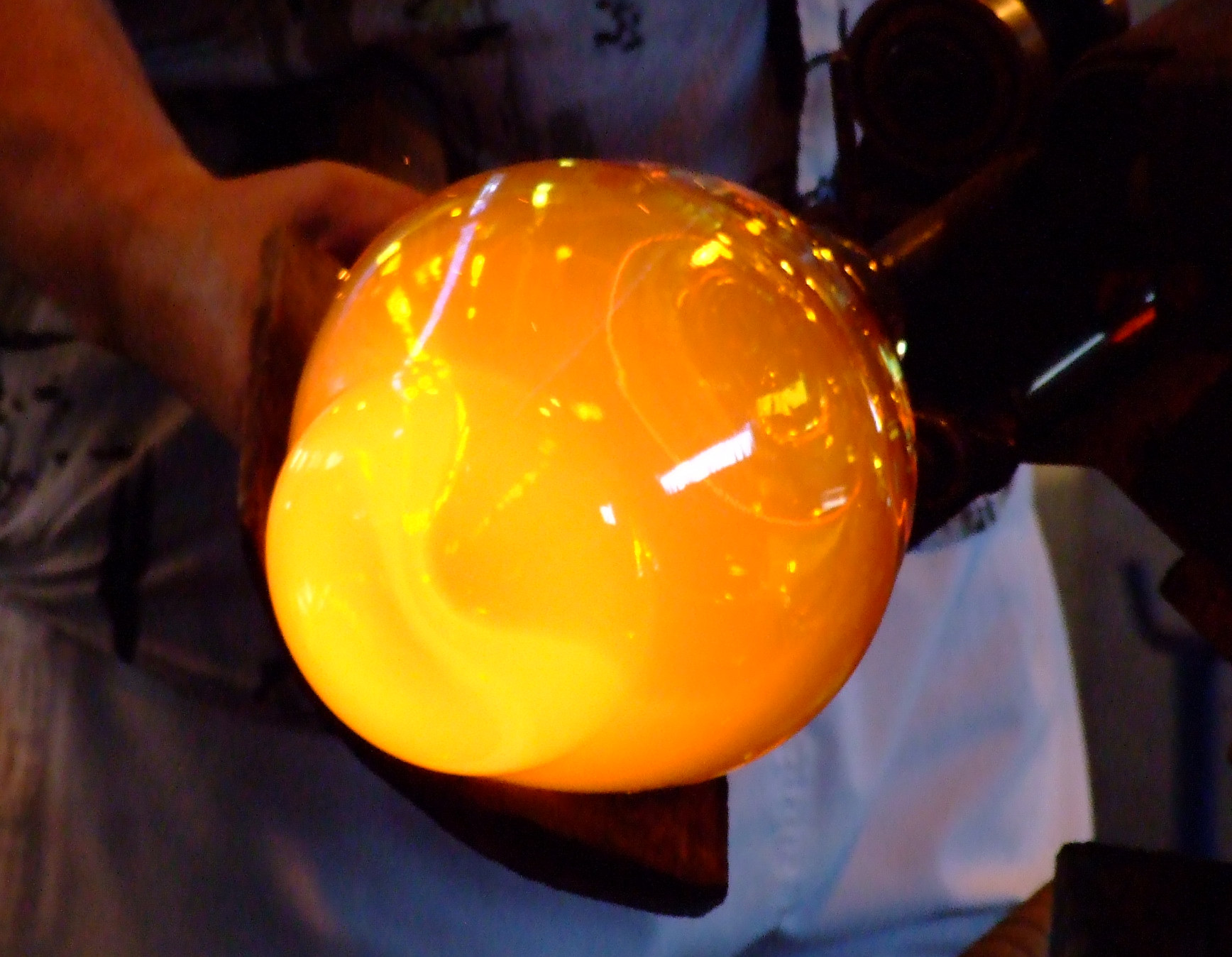
膨らんだガラス
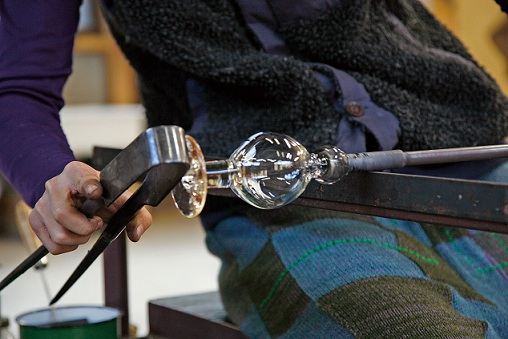
底を作る様子
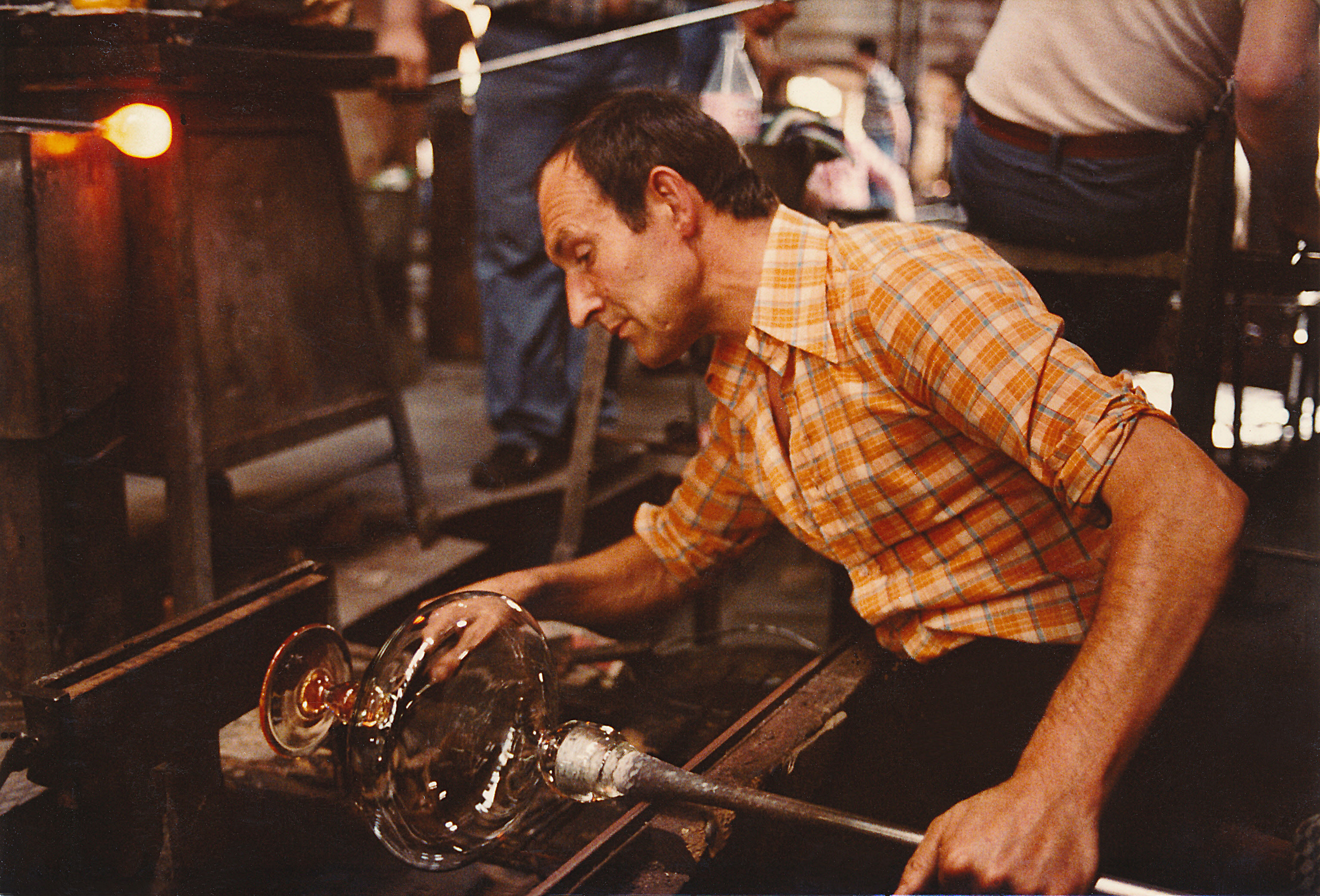
吹き終えた状態

## 無形文化遺産
シリアの伝統的なガラス吹きは2023年にユネスコの無形文化遺産に指定された。